# Occaneechi
Els occaneechi (també occoneechee i akenatzy) són amerindis que vivien principalment a l'illa Occonneechee de 6,4 kilòmetres de llarg i a l'est de la confluència dels rius Dan i Roanoke, vora l'actual Clarksville (Virgínia) en el segle xvii. Parlaven una llengua del grup siouan, de la mateixa manera que els saponi, tutelos, enos i altres pobles sioux del sud-est que vivien a la regió del Piemont de les actuals Carolina del Nord i Virgínia.
En 1676, en el curs de rebel·lió de Bacon, la tribu va ser atacada i delmada per les milícies de la Colònia de Virgínia. També sota la pressió demogràfica de la colonització europea i les malalties infeccioses de recent introducció, els saponi i tutelos van anar a viure a prop dels Occaneechi a les illes adjacents. Pel 1714 els Occaneechi van traslladar-se per unir-se als tutelos, saponis, i altres sioux que viuen en una reserva de 93 km² en l'actual comtat de Brunswick (Virgínia). Incloïa un fort anomenat Christanna. El poble sioux s'havia reduït dràsticament a aproximadament 600 persones. Fort Christanna fou tancat en 1717, després hi ha poques referències escrites dels occaneechi. Els colons registren que van abandonar la zona en 1740 i que van emigrar al nord a la recerca de protecció amb els iroquesos.
Durant els segles xix i xx es van reunir els remanents d'alguns pobles siouan i van treballar per conservar la seva identitat com a indígenes americans. Amb els anys, alguns es casaven amb gent d'altres ètnies, però en general es van mantenir dins de la tribu. A finals del segle XX es van organitzar com l'autoanomenada Banda Occaneechi de la Nació Saponi. El 2002 la tribu va ser reconeguda formalment per l'estat de Carolina del Nord. Els membres de la tribu viuen principalment als comtats d'Alamance i Orange.

## Nom
El significat i origen del nom Occaneechi és desconegut. També s'han nomenat històricament Achonechy, Aconechos, Akenatzy, Akenatzy's, Hockinechy, Occaneches, Occaanechy, Occhonechee, Occonacheans, Occoneechee, Ockanechees, Ockanigee, Okenechee, Acconeechy, Occaneeches, Ochineeches, i Ockinagee.

## Història

### Seglexvii
Els occaneechi apareixen per escrit per primer cop en 1650, per l'explorador anglès Edward Bland. Va escriure que vivien al Trading Path que connectava Virgínia amb l'interior dels Estats Units. Llur posició en el Trading Path donava als occaneechi el poder d'actuar com a mitjancers comercials entre Virgínia i diverses tribus de l'Oest. En 1673 Abraham Wood, un comerciant de pells virginià, envià James Needham i Gabriel Arthur al sud de les Muntanyes Apalatxes en un intent de contactar directament amb els cherokees, evitant així als occaneechi. La partida va entrar en contacte amb els cherokees. No va ser sinó fins a les últimes dècades del segle xvii quan els colons de Carolina del Sud van establir una forta relació amb el cherokees i altres tribus de l'interior, i el paper dels occaneechi com a intermediaris de comerç es va veure soscavada.
Al maig de 1676 els Occaneechi es van aliar amb Nathaniel Bacon i els seus soldats britànics en una guerra amb els susquehannock; no obstant això, els britànics immediatament canviaren els seus aliats i van atacar tres forts dins del llogaret Occaneechi. Els britànics van matar el líder occaneechi Posseclay, aproximadament un centenar d'homes, així com moltes dones i nens. Una partida de guerra susquehannock atacà l'illa Occoneechee l'estiu del 1678.

### Seglexviii
En 1701 John Lawson visità la vila occaneechi, situada al riu Eno vora l'actual Hillsborough (Carolina del Nord). El seu informe escrit de recerca arqueològica més modern en el lloc dona una idea d'una societat en plena evolució. Ells també treballaven per continuar l'artesania tradicional i una forma de vida.
L'historiador Robert Beverley, Jr., en el seu History and Present State of Virginia (1705), va escriure que la llengua occaneechi era usada àmpliament com a lingua franca, "entès pels caps de moltes nacions, com el llatí ho és en moltes parts d'Europa tot i que, segons ell, els occaneechi "no han estat més que una petita nació, des que algunes parts sabien anglès." Beverley va dir que els "sacerdots i bruixots" de les altres tribus d'amerindis de Virgínia "realitzen les seves adoracions i conjurs" generalment en aquest idioma, més "com els catòlics de totes les nacions fan la seva missa en llatí." Estudiosos lingüistes creuen que els occaneechi parlava un dialecte del tutelo.
El governador de Virgínia Alexander Spotswood esmena els occaneechi com una de les nou nacions nadiues a Virginia en 1712. Juntament amb els "Stuckanok, Tottero, i Saponi," els Occaneechi signaren un "Tractat de Pau" amb la Colònia de Virgínia en 1713. Es traslladaren a Fort Christanna al sud-est de Virgínia. La vila occaneechi fou gairebé totalment abandonada en 1713.
Fort Christanna va operar per a la Companyia de Virgínia de 1714 a 1717. El seu tancament sembla que es produí a causa de la falta de beneficis com a centre de comerç amb els indis. Encara que diversos grups diferents d'indis sioux vivien a Fort Christanna, els virginians anglesos tendien a referir-se a ells simplement com a "Saponi" o "indis de Fort Christanna." Després del tancament de Fort Christanna en 1717, els registres colonials contenen poques referències als occaneechi. Aquestes referències que hi ha indiquen un comerç continu entre els colons de Virgínia i els saponi i occaneechi.
Pel 1720, després de les pèrdues durant la guerra, les bandes romanents d'occaneechi, saponi, i stukanox, "qui no eren prou nombrosos per separat per a la seva defensa, han acordat unir-se en un sol cos, i tots ells ara passen per sota dels nom dels Sapponeys", com va escriure William Byrd II.
En 1727, un colonitzador que vivia propi dels meherrin iroquesos, en una regió on havia esclatat la violència, va escriure al governador de Virgínia sobre els esdeveniments. Va dir que els meherrin es van negar a atacar els nottoway (una altra tribu iroquesa). "[E]ll donaven tota la culpa al Rei Occaneechy i als indis Saponi." Això suggereix que els colons anglesos van reconèixer una distinció entre occaneechis i saponis.
En 1730 els registres de la House of Burgesses de Virgínia va registrar un "intèrpret als indis saponi i occaneechi." Això implicava l'existència d'occaneechis monolingües. En 1730, molts saponi es van traslladar a viure enmig dels catawbes a Carolina del Sud, però la majoria van tornar a Virgínia el 1733, juntament amb alguns cheraw. Després de 1733 sembla que els saponi s'havien fragmentat en grups petits i dispersos. Alguns aparentment van romandre en les proximitats de Fort Christanna, que foren anotats en els registres Virgínia pel seu nom saponi, Junkatapurse. Després de 1742 l'assentament ja no és mencionat sinó únicament una carretera anomenada Junkatapurse.
En la dècada de 1740 els saponi emigraren al sud per viure amb els catawbes. El governador Gooch de Virgínia informà que els "Saponis i altres nacions petites associades amb ells ... són retirats de Virgínia cap als Cattawbas" durant els anys 1743-1747.
La major part dels restants membres saponi es van registrar que migraren cap al nord en 1740 per la protecció dels iroquesos. En la seva majoria van desaparèixer dels registres històrics al sud-est. Després de la Guerra d'Independència dels Estats Units, en la qual quatre de les sis nacions iroqueses s'havien posat del costat dels derrotats britànics, la majoria dels iroquesos (i saponi) es reassentaren al Canadà. Els descendents viuen majoritàriament a la reserva Sis Nacions de Grand River a Ontario. Les històries tradicionals angloamericanes solen descriure el grup de saponis com que deixaren Virgínia i Carolina del Nord al segle xviii, ja sigui per unir-se als catawbes o als iroquesos.
A partir de mitjans del segle xviii, però, els registres històrics anoten els saponi vivint a Carolina del Nord. Alguns Saponi es va traslladar de Virgínia a diversos llocs de Carolina del Nord. Hi ha alguna evidència que els indis aïllats mai van deixar aquestes àrees de Carolina del Nord i es va consolidar amb els saponi de Virgínia.
En 1756 els colons de Moràvia que vivien a prop de l'actual Winston-Salem van informar d'un assentament "fort" amerindi amb palissada prop del riu Haw. Els moravians anomenaren als indis "cherokee", però és més probable que fossin Sissipahau ("Saxapahaw") o un altre grup relacionat amb els occaneechi. Això, juntament amb diverses tradicions orals, indica la vida dels indis d'una manera més o menys tradicional al Piemont de Carolina del Nord després que aquests assentaments suposadament van desaparèixer.
En 1763 el tinent governador Francis Fauquier de Virgínia va escriure una carta que inclou una descripció dels indis de Virgínia: "Hi ha alguns dels nottoways, meherrins, tuscarores i saponys, que encara que viuen en pau en entre nosaltres, segueixen en gran manera la vida dels indis salvatges." Va comparar aquests indis amb els de la costa oriental i els pamunkey, als que va descriure com més assimilat a les formes angleses. Per tant, encara hi ha indicis dels Saponi a Virgínia durant aquest període.

## Arqueologia
Durant anys, la gent i els investigadors han descobert milers d'artefactes d'"Occoneechee Town," "Saponi Town" i "Tutelo Town" a les illes del riu Roanoke vora Clarksville (Virgínia). Abans de la inundació de les illes en 1952, aquest va ser un dels més rics jaciments arqueològics de la costa est. Des de 1983 els Laboratoris de Recerca d'Antropologia de la Universitat de Carolina del Nord a Chapel Hill han desenterrat una altra "Occaneechi Town", de finals del segle xvii i un poble Occaneechi del segle xviii al riu Eno prop de l'actual Hillsborough (Carolina del Nord).

## Història recent
En 1995 una comunitat establida a Pleasant Grove (Carolina del Nord) es proclama descendent de la confederació d'indis de Fort Christanna d'Occannechi, Saponi, i Tutelo i començaren a allotjar un powwow anyal i s'organitzaren sota el nom de Banda Occaneechi de Saponi. Han estat reconeguts per l'estat de Carolina del Nord i resideixen al comtat d'Alamance.
Les tribus contemporànies Occaneechi i Haliwa-Saponi són majoritàriament descendents dels multiracials que es van assentar a la frontera de Virgínia i Carolina del Nord a mitjans i finals del segle xviii. Van emigrar i van adquirir la terra igual que els veïns europeus o anglesos de les àrees Tidewater. Els investigadors del segle XX com Paul Heinegg i Virginia Easley De Marce han dut a terme una àmplia investigació en els registres colonials: incloent els registres judicials, escriptures de terres, testaments, etc., per rastrejar els membres de les famílies en aquesta àrea que apateixen en el cens de 1790. N'han trobat el 80 per cent dels indicats com a gent lliure de color, una categoria que inclou els indis, podria de fet remuntar-se als afroamericans lliures a Virgínia durant el període colonial. La majoria de la gent lliure de color eren descendents de les relacions entre les dones blanques i homes africans, sovint tots dos servents, durant els segles xvii i XVIII, quan les fronteres racials entre els grups eren tan dures com més tard. Alguns dels homes africans van ser esclaus alliberats ja en el segle xvii, com ho va ser John Jeffries, un "home negre" pertanyent al capità Robert Randall i alliberat el 1698 al comtat de Surry (Virgínia). Pau Heinegg creu que va ser el besavi de Jacob Jeffries qui es va establir a Comtat d'Orange (Carolina del Nord) per 1790, però no n'hi ha evidència documental.
A les zones frontereres els pobles de raça mixta a vegades s'identificaven (o ho feien els altres altres) com amerindis, o portuguesos, o espanyols, per explicar el color més fosc de la pell o els trets físics no típics dels europeus del nord. En algunes zones també poden haver-se casat amb alguns indis americans. Durant dècades els mestissos s'han associat a diferents grups socials en dècades: Alguns es casen a la comunitat blanca, uns quants es casen amb altres persones multiracials i s'identifiquen com amerindis, i altres es casen en la comunitat negre.
La pèrdua de les llibertats en 1835 després de la rebel·lió de Nat Turner va afectar totes les persones lliures de color a Carolina del Nord, que van perdre la seva capacitat de vot i altres drets civils. Les seqüeles de la Guerra Civil van posar més pressió sobre les comunitats multiracials, conegudes com a "Old Issues", és a dir, lliures d'abans de la Guerra Civil. Si bé es van establir escoles públiques per primera vegada en la Reconstrucció, els blancs va insistir d'estar separats. S'esperava que la gent lliure de color lliure enviés els seus fills a les escoles amb els fills dels alliberats. Alguns, com els avantpassats dels actuals Lumbee, van buscar una altra via a la fi del segle xix i va guanyar el reconeixement oficial de l'estat com a indis en la dècada de 1880. Van establir una escola índia.
Moltes persones que afirmaven ascendència índia es descriuen, ja sigui per si mateixos o altres, com "cherokees." Les qüestions de la identitat ètnica són complexes, i no poden ser estrictament lligades a la raça. És cert que existeixen nombroses unions de raça mixta durant els anys colonials i abans de la guerra. Els seminola de la Florida són un exemple d'una tribu formada al segle xviii i XIX, i que inclou nombrosos membres euroamericans i afroamericans. Les persones de raça mixta tenen nombroses ascendències ètniques.
Com les polítiques del cens del segle XX canviaren, apareixen fluctuacions dramàtiques en el nombre d'indis americans registrats. En 1910 i 1930, es van fer esforços per llistar les persones d'ascendència mixta com amerindis. El 1960, el cens va preguntar als individus que es classifiquessin en la seva pròpia raça. Abans de 1960, el treballador del cens classificava la raça d'una persona per la seva observació. En general, el 1970, una persona d'ascendència mixta se li preguntava que escollís una raça, i si hi havia dubte, s'escollia la raça del pare. En estar inclosos en registres tribals o ser reconegut com a indi per la seva comunitat influïa en la designació racial. Pel 1990, s'estima que el 80% de tots els amerindis tenen ascendències mixtes.
Només a mitjans de finals del segle XX els descendents amerindis del Piedmont de Carolina del Nord i Virgínia van reclamar oficialment els noms històrics de saponi i occaneechi. Hi ha una quantitat limitada d'informació que lligui les tribus actuals als seus avantpassats siouan.
La Banda Occaneechi de la Nació Saponi, que ara sumen 700, són la vuitena i més petita tribu reconeguda estatalment per Carolina del Nord, rebent l'estatus oficial a 2002. La tribu actualment és propietària de 25 acres (100.000 m²) de terra al nord-est del Comtat d'Alamance (Carolina del Nord), on s'està desenvolupant un centre tribal.